# عبدالمؤمن شیبانی
عبدالمؤمن خان یازدهمین پادشاه شیبانی (جلوس ۱۰۰۶ ه.ق./ ۱۵۹۸ میلادی- مرگ ۱۰۰۶ ه.ق./ ۱۵۹۸ میلادی) فرزند عبدالله خان ازبک، فرمانده لشکر ازبکان در زمان شاه عباس صفوی برای تسخیر خراسان بود. او در سال ۱۵۸۷ میلادی در حمله به خراسان نیشابور را به اطاعت آورد و شهر مشهد را محاصره کرد. به دلیل بیماری شاه عباس و ناتوانی او در پیشرفت به سوی ازبکان، شهر مشهد پس از چهار ماه مقاومت به دست ازبکان افتاد و به فرمان عبدالمؤمن خان، سربازان ازبک بسیاری از مردم مشهد را کشتند و حرم علی بن موسی الرضا را غارت کردند، پس از آن قسمت وسیعی از خاک شمال خراسان به تصرف ازبکان درآمد.
عبدالمؤمن خان ازبک، اهالی سبزوار را قتل عام کرد.
عبدالمؤمن خان در سال ۱۵۹۸ به جای پدر بر تخت نشست و پس از اندکی در همان سال درگذشت.طبق کتاب شرفنامه توسط بوداق خان چگینی به سختی شکست خورد.